# Giovanni Maurizio di Nassau-Siegen
Giovanni Maurizio di Nassau-Siegen (Dillenburg, 17 giugno 1604 – Kleve, 20 dicembre 1679) fu conte di Nassau e Siegen, governatore di Kleve, di Mark e di Ravensberg. Nel 1636 fu nominato governatore generale della Compagnia olandese delle Indie occidentali.

## Biografia

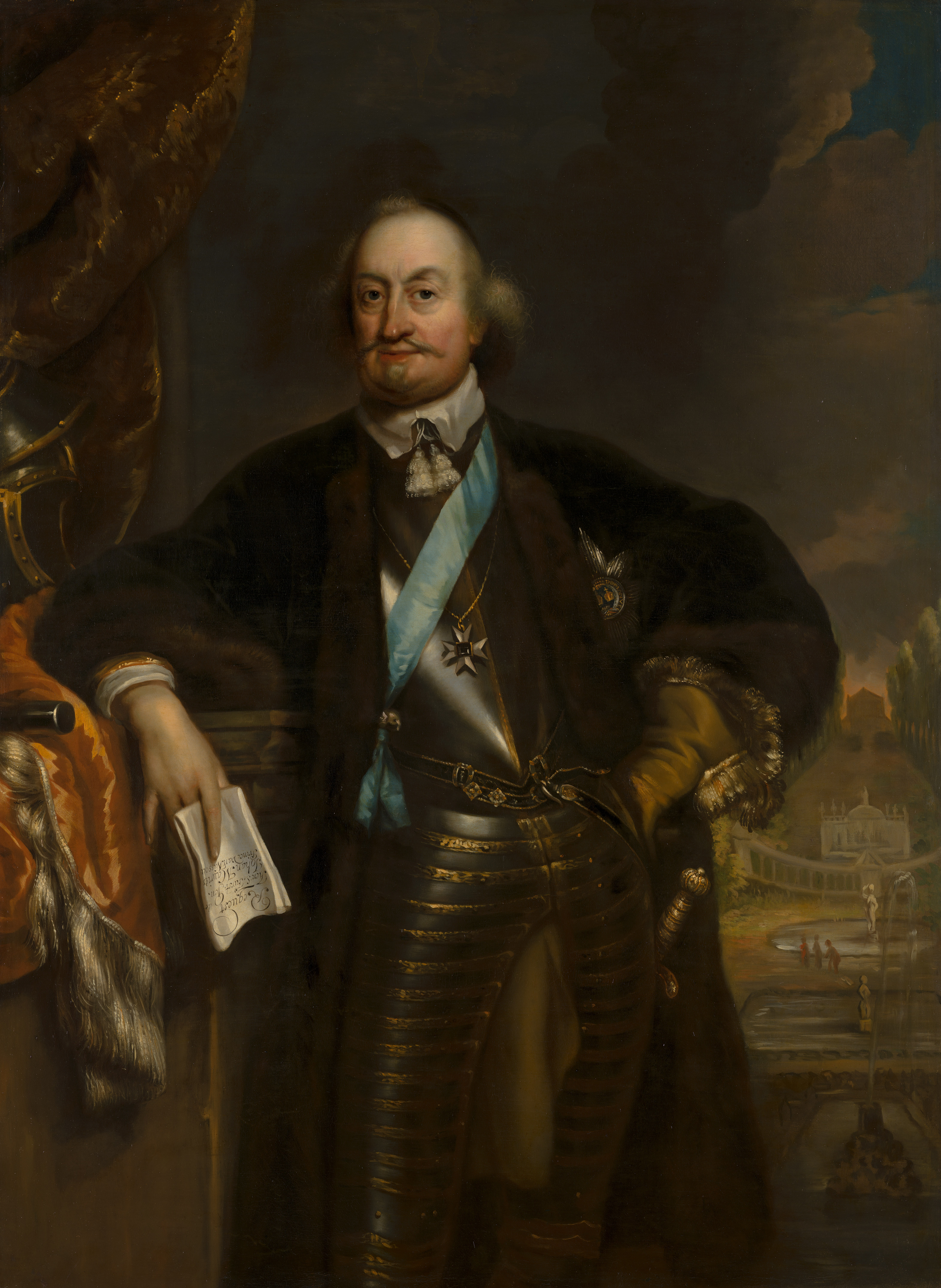
Giovanni Maurizio di Nassau-Siegen in tarda età

Giovanno Maurizio di Nassau-Siegen nacque a Dillenburg il 18 giugno 1604. In giovane età militò sotto il cugino Federico Enrico d'Orange, stadtholder d'Olanda.
Nel 1637 si recò a Recife, in Brasile, la sede principale della Compagnia olandese delle Indie occidentali. Benché poco sostenuto dalla madrepatria, egli riuscì non solo a consolidare la colonia contro gli attacchi dei portoghesi e degli indiani, ma anche a triplicare quasi la sua estensione. Ma la Compagnia, che gli negava i mezzi per una colonizzazione, e la Chiesa olandese, che si era sentita urtata dalla sua tolleranza, lo coinvolsero in continui conflitti, costringendolo nel 1644 a lasciare il suo posto e a tornare in Olanda.

## Ascendenza
|                                                          |                                |                                               | Genitori                                            |  |  | Nonni |  |  | Bisnonni                                 |  |  | Trisnonni                                |  |
|                                                          |                                |                                               |                                                     |  |  |       |  |  | Wilhelm I, IX conte di Nassau-Dillenburg |  |  | Johann V, VII conte di Nassau-Dillenburg |  |
|                                                          |                                |                                               |                                                     |  |  |       |  |  | Wilhelm I, IX conte di Nassau-Dillenburg |  |  | Johann V, VII conte di Nassau-Dillenburg |  |
|                                                          |                                | langravia Elisabeth von Hessen-Marburg        |                                                     |  |  |       |  |  | Wilhelm I, IX conte di Nassau-Dillenburg |  |  |                                          |  |
| Johann VI, X conte di Nassau-Dillenburg                  |                                |                                               |                                                     |  |  |       |  |  | Wilhelm I, IX conte di Nassau-Dillenburg |  |  |                                          |  |
|                                                          |                                | contessa Juliana zu Stolberg-Wernigerode      | Botho, III conte di Stolberg-Wernigerode            |  |  |       |  |  |                                          |  |  |                                          |  |
|                                                          |                                | contessa Juliana zu Stolberg-Wernigerode      | Botho, III conte di Stolberg-Wernigerode            |  |  |       |  |  |                                          |  |  |                                          |  |
|                                                          |                                | contessa Juliana zu Stolberg-Wernigerode      | contessa Anna von Eppstein-Königstein               |  |  |       |  |  |                                          |  |  |                                          |  |
| Johann VII, I conte di Nassau-Siegen                     |                                | contessa Juliana zu Stolberg-Wernigerode      |                                                     |  |  |       |  |  |                                          |  |  |                                          |  |
|                                                          |                                | Georg III, XIII langravio di Leuchtenberg     | Johann IV, XII langravio di Leuchtenberg            |  |  |       |  |  |                                          |  |  |                                          |  |
|                                                          |                                | Georg III, XIII langravio di Leuchtenberg     | Johann IV, XII langravio di Leuchtenberg            |  |  |       |  |  |                                          |  |  |                                          |  |
|                                                          |                                | Georg III, XIII langravio di Leuchtenberg     | contessa Margarethe von Schwarzburg-Blankenburg     |  |  |       |  |  |                                          |  |  |                                          |  |
| langravia Elisabeth von Leuchtenberg                     |                                | Georg III, XIII langravio di Leuchtenberg     |                                                     |  |  |       |  |  |                                          |  |  |                                          |  |
|                                                          |                                | margravia Barbara von Brandenburg-Ansbach     | Friedrich I, III margravio di Brandenburg-Ansbach   |  |  |       |  |  |                                          |  |  |                                          |  |
|                                                          |                                | margravia Barbara von Brandenburg-Ansbach     | Friedrich I, III margravio di Brandenburg-Ansbach   |  |  |       |  |  |                                          |  |  |                                          |  |
|                                                          |                                | margravia Barbara von Brandenburg-Ansbach     | principessa Zofia Jagiellonka                       |  |  |       |  |  |                                          |  |  |                                          |  |
| Johann Moritz, II principe di Nassau-Siegen              |                                | margravia Barbara von Brandenburg-Ansbach     |                                                     |  |  |       |  |  |                                          |  |  |                                          |  |
|                                                          | Christian III, re di Danimarca | Frederik I, re di Danimarca                   |                                                     |  |  |       |  |  |                                          |  |  |                                          |  |
|                                                          | Christian III, re di Danimarca | Frederik I, re di Danimarca                   |                                                     |  |  |       |  |  |                                          |  |  |                                          |  |
|                                                          | Christian III, re di Danimarca | principessa Anna von Brandenburg              |                                                     |  |  |       |  |  |                                          |  |  |                                          |  |
| Johannes, I duca di Schleswig-Holstein-Sonderburg        | Christian III, re di Danimarca |                                               |                                                     |  |  |       |  |  |                                          |  |  |                                          |  |
|                                                          |                                | duchessa Dorothea von Sachsen-Lauenburg       | Magnus I, IV duca di Sassonia-Lauenburg             |  |  |       |  |  |                                          |  |  |                                          |  |
|                                                          |                                | duchessa Dorothea von Sachsen-Lauenburg       | Magnus I, IV duca di Sassonia-Lauenburg             |  |  |       |  |  |                                          |  |  |                                          |  |
|                                                          |                                | duchessa Dorothea von Sachsen-Lauenburg       | principessa Katharina von Braunschweig-Wolfenbüttel |  |  |       |  |  |                                          |  |  |                                          |  |
| principessa Margaretha von Schleswig-Holstein-Sonderburg |                                | duchessa Dorothea von Sachsen-Lauenburg       |                                                     |  |  |       |  |  |                                          |  |  |                                          |  |
|                                                          |                                | Ernst III, VIII duca di Brunswick-Grubenhagen | Philipp I, VII duca di Brunswick-Grubenhagen        |  |  |       |  |  |                                          |  |  |                                          |  |
|                                                          |                                | Ernst III, VIII duca di Brunswick-Grubenhagen | Philipp I, VII duca di Brunswick-Grubenhagen        |  |  |       |  |  |                                          |  |  |                                          |  |
|                                                          |                                | Ernst III, VIII duca di Brunswick-Grubenhagen | contessa Katharina von Mansfeld                     |  |  |       |  |  |                                          |  |  |                                          |  |
| principessa Lisbeth von Braunschweig-Grubenhagen         |                                | Ernst III, VIII duca di Brunswick-Grubenhagen |                                                     |  |  |       |  |  |                                          |  |  |                                          |  |
|                                                          |                                | duchessa Margarete von Pommern-Wolgast        | Georg I, IX duca di Pomerania                       |  |  |       |  |  |                                          |  |  |                                          |  |
|                                                          |                                | duchessa Margarete von Pommern-Wolgast        | Georg I, IX duca di Pomerania                       |  |  |       |  |  |                                          |  |  |                                          |  |
|                                                          |                                | duchessa Margarete von Pommern-Wolgast        | principessa Amalie von der Pfalz                    |  |  |       |  |  |                                          |  |  |                                          |  |
|                                                          |                                | duchessa Margarete von Pommern-Wolgast        |                                                     |  |  |       |  |  |                                          |  |  |                                          |  |